# Alípio de Antioquia
Alípio de Antioquia foi um geógrafo e vigário da Britânia, provavelmente em finais da década de 350. Substituiu Flávio Martino após o suicídio deste. A sua governação foi registada por Amiano Marcelino.
Era oriundo de Antioquia e serviu sob Constâncio II e foi provavelmente nomeado para assegurar que ninguém com associações ocidentais servia na Britânia num tempo de desconfiança, rebelião e repressão simbolizadas pelos actos brutais do notário imperial Paulo Catena. Pode ter tido que lidar com a insurreição do usurpador Caráusio II.
Alípio foi mais tarde incumbido da reconstrução do Templo de Jerusalém como parte da tentativa sistemática de Juliano para reverter a cristianização do Império Romano restaurando práticas pagãs e, neste caso, judaicas. Entre as cartas de Juliano encontram-se duas (29 e 30) dirigidas a Alípio; uma convidando-o a Roma e a outra agradecendo-lhe por um tratado geográfico, o qual já não existe.